# Діжак Роман
Діжак Роман (Псевдо: Даниленко, Кармелюк; 1923, Бірки Домініканські, тепер Бірки, Яворівський район, Львівська область — 4 лютого 1946, с. Бірки Янівські, тепер частина Бірки, Яворівський район, Львівська область) — лицар Золотого хреста бойової заслуги УПА 2 класу.

## Життєпис
Інтендант сотні «Холодноярці І» (04–08.1945), командир підвідділу особливого призначення «Холодноярці IV» (08.1945 — поч. 1946). Вбитий підступно зрадником. Старший стрілець (?), старший вістун (?), старший булавний (3.02.1946).

## Нагороди
Згідно з Постановою УГВР від 8.02.1946 р. і Наказом Головного військового штабу УПА ч. 1/46 від 15.02.1946 р. старший вістун УПА Роман Діжак — «Кармелюк» нагороджений Золотим хрестом бойової заслуги УПА 2 класу.

## Вшанування пам'яті
- 5.11.2017 р. від імені Координаційної ради з вшанування пам'яті нагороджених Лицарів ОУН і УПА у м. Яворів Львівської обл. Золотим хрестом бойової заслуги УПА 2 класу (№ 005) переданий Зиновію Діжаку, племіннику Романа Діжака — «Кармелюка».